# Hans Fridrich
Hans Fridrich (* 24. Oktober 1884 in Waldenburg, Provinz Schlesien; † 8. Januar 1947 im Speziallager Nr. 4 Bautzen) war ein deutscher Verwaltungsjurist und von Oktober 1934 bis Dezember 1943 Oberbürgermeister der Stadt Breslau. Vom 16. Dezember 1943 bis 17. Oktober 1944 war er Vizechef der Militärverwaltung in Belgien und Nordfrankreich.

## Leben
Fridrich war das zweite von fünf Kindern des Kunstmalers Eugen Fridrich. Er besuchte das humanistische Gymnasium in Waldenburg. Nach dem Abitur studierte er an der Albert-Ludwigs-Universität Freiburg, der Friedrich-Wilhelms-Universität zu Berlin und der Schlesischen Friedrich-Wilhelms-Universität Rechtswissenschaft. Er nahm als Soldat im Deutschen Heer von 1915 bis 1918 am Ersten Weltkrieg teil und wurde an beiden Händen schwer verwundet. Nach dem Krieg begann er eine Laufbahn im preußischen Staatsdienst. Über den Landkreis Waldenburg (Schles) und den Landkreis Neumarkt kam er in die Provinzialverwaltung der Provinz Niederschlesien, in der er 1934 zum Landeshauptmann aufstieg. Schon vor dem Wahlsieg der Nationalsozialisten bei der Reichstagswahl März 1933 war Fridrich 1932 in die Nationalsozialistische Deutsche Arbeiterpartei eingetreten.
Am 1. Oktober 1934 wurde Fridrich Oberbürgermeister von Breslau. Er engagierte sich unter anderem für die Restaurierung alter Baudenkmäler, darunter sämtlicher Innenräume des Rathauses und des Schweidnitzer Kellers, die er nach alten Vorlagen von ihren Verfälschungen während der Gründerjahre befreien ließ. 1935 entließ er Franz von Hoeßlin als Generalmusikdirektor des Stadttheaters, weil Hoeßlin „mit einer Volljüdin“ verheiratet war. In seine Amtszeit fiel der Bau des tausendsten deutschen Autobahnkilometers bei Breslau im Jahr 1936. Ein Jahr später fand in Breslau das deutsche Sängerbundfest statt. Fridrich machte Reichspropagandaminister Joseph Goebbels dabei zum Ehrenbürger. Im Sommer 1938 war die Stadt Gastgeberin des 12. Deutschen Turn- und Sportfestes. In der Breslauer Bevölkerung war Fridrich sehr beliebt. Von den Judenpogromen des 9. November 1938 soll er sich ausdrücklich distanziert haben. Als Oberbürgermeister lag Fridrich im Konflikt mit dem 1941 eingesetzten Gauleiter von Niederschlesien Karl Hanke. Er trat deshalb im Dezember 1943 in die Wehrmacht ein und wurde in Brüssel Vizechef der Militärverwaltung in Belgien und Nordfrankreich. Sein Vorgesetzter war dort General Alexander von Falkenhausen, der im Widerstand gegen den Nationalsozialismus aktiv war.
Nach der Befreiung Brüssels durch die Alliierten kehrte Fridrich im Herbst 1944 mit dem Anspruch nach Breslau zurück, sein Oberbürgermeisteramt wieder auszuüben – wohl wissend, dass Gauleiter Hanke ihn nicht lassen würde. Er blieb politisch kaltgestellt. Zu Kriegsende schlug sich Fridrich zu Fuß nach Merseburg durch, wo er am 25. Mai 1945 eintraf und bei seiner Schwester Käthe Rudolph geb. Fridrich unterkam. Er arbeitete einige Monate in der Landwirtschaft. Ende 1945 wurde er von der Sowjetischen Militäradministration in Deutschland verhaftet und in das Lager Bautzen verbracht. Ohne Anklage oder Prozess starb er 1947 mit 62 Jahren. Er hinterließ seine Frau Emy Fridrich geb. Cornelius (1889–1979), mit der er eine Adoptivtochter hatte.

## Parteizugehörigkeit
Nach dem Ersten Weltkrieg schloss sich Hans Fridrich dem Alldeutschen Verband an. Von 1929 bis März 1932 war er Mitglied der Deutschen Volkspartei. Er trat dann der Arbeitsgemeinschaft nationalsozialistischer höherer Beamter und zum 1. Dezember 1932 der NSDAP bei (Mitgliedsnummer 1.413.841). Am 1. April 1934 SS-Anwärter und am 19. Januar 1935 SS-Mitglied (SS-Nummer 272.275). In der SS wurde er bis zum Standartenführer befördert.

## Auszeichnungen
- Eisernes Kreuz (1914) II. und I. Klasse
- Verwundetenabzeichen (1918) in Silber
- SS-Ehrendegen
- SS-Ehrenring